# Smog
Smog bezeichnet eine durch Emissionen verursachte Luftverschmutzung, die insbesondere in Großstädten auftritt. Im allgemeinen Sprachgebrauch beschreibt er die Anwesenheit von Luftschadstoffen in gesundheitsschädlichen und sichtbeeinträchtigenden Konzentrationen. Wissenschaftlich gesehen, bezeichnet Smog stark erhöhte Luftschadstoffkonzentrationen über dicht besiedeltem Gebiet infolge besonderer meteorologischer Bedingungen (z. B. Inversionswetterlage). Generell tritt Smog nur während windschwacher Wetterlagen auf. Auch eine durch Tal- oder Kessellagen ungünstige Topografie fördert die Entstehung von Smog. So kann in ländlichen Regionen, in denen intensiv Holz verfeuert wird, bei ungünstiger Geländeform Smog auftreten.

## Etymologie
Der Begriff wurde Ende 1905 auf einem in London abgehaltenen Kongress für Gesundheitspflege geprägt, und zwar als Kofferwort, das sich aus den englischen Worten smoke (‚Rauch‘) und fog (‚Nebel‘) zusammensetzt. Die Kongressteilnehmer waren der Überzeugung, es würde durch die bloße Bekanntgabe rasch populär. Anfang des 20. Jahrhunderts war Smog in London eine häufige Erscheinung, die damals auch London Peculiars (‚Londoner Eigenheiten‘) genannt wurde.

## Wintersmog (London-Typ)

### Entstehung

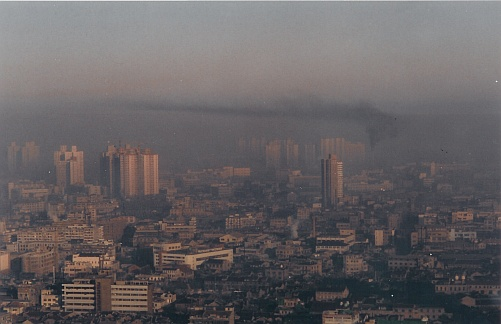
Fumigation-Lage: Wintersmog in Shanghai (1993) mit einer deutlichen Grenzschicht für die vertikale Luftausbreitung

Die Mischung aus Ruß, Schwefeldioxid (SO2), Staub (trockener Dunst) und Nebel kann sich unter den ungünstigen Bedingungen einer Inversionswetterlage, insbesondere vom Typ Fumigation, lange über einer Stadt halten und ist meist gesundheitsschädlich. Der Rauch stammt dabei aus verschiedenen Quellen wie Wärmekraftwerken, Holzfeuerungen und Fahrzeugen mit Verbrennungsmotoren.
Aus Schwefeldioxid und Wasser bilden sich Sekundärschadstoffe wie Schweflige Säure (H2SO3) und Schwefelsäure (H2SO4). Diese führen zu Schäden an Pflanzen, Gebäuden sowie zu Reizungen der Atemwege und Augen beim Menschen.
Diese Art von Smog wird auch Wintersmog oder London-Smog genannt. Es handelt sich um reduzierenden Smog. Zusätzlich zu dieser eigentlichen Bedeutung unterscheidet man auch noch den Sommersmog (Los-Angeles-Typ).

### Wirkung von Smog auf den Menschen
Kohlenstoffmonoxidkonzentrationen von mehr als 0,01 % führen zu Kopfschmerzen und Übelkeit. Hohe Konzentrationen führen zu Bewusstlosigkeit und zum Tod durch Sauerstoffmangel. Stickoxide und Ozon reizen die Schleimhäute und können zu chronischen Atemwegserkrankungen führen. Hohe Feinstaubkonzentrationen führen zu einer Belastung des Herz-/Kreislaufsystems und sind zunehmend mit Krankenhausaufenthalten und Todesfällen wegen Herzkrankheiten verbunden. Kohlenwasserstoffverbindungen können krebserregend sein. Stärkere körperliche Belastungen (auch Sport) sollen bei Smog-Alarm vermieden werden.
Smog ist ein Problem vieler Großstädte. Bei hohen Schadstoffkonzentrationen sind einige Städte dazu übergegangen, Fahrverbote für Kraftfahrzeuge auszusprechen.
Der Autofahrer selbst hat – solange der Verkehr noch läuft – die Möglichkeit, sich vor diesen Smog-Substanzen zu schützen, indem er einen hochwertigen Kabinenluftfilter (Innenraumfilter) in sein Fahrzeug einbaut und diesen regelmäßig erneuert – die Hersteller empfehlen einen jährlichen Tausch.
Allerdings ist nicht jede Regierung und Verwaltung aus wirtschaftlichen Gründen bereit, das Phänomen „Smog“ anzuerkennen.

### Wintersmog in Deutschland

Zonenverkehrsverbot bei Smog. Dieses Zeichen war in der Bundesrepublik Deutschland von 1976 bis 2008 gültig.

Am 18. Dezember 1906 herrschte in Berlin tagsüber Dunkelheit, die nur durch Smog zu erklären ist:

„In Berlin herrschte gestern Vormittags eine starke Finsternis, die der Stadt ein vollständig abendliches Gepräge gab. Straßenbahnen und Stellwagen fuhren mit Licht, auch die Wagen der Stadt- und Hochbahn wie der Vorortebahn waren beleuchtet. In allen Bureaux der Behörden, in den Schulen, Geschäften und Privatwohnungen mußte Licht gebrannt werden. Ein dichter Nebel, der bis hoch in die oberen Luftschichten hinausragte, war die Ursache der Verfinsterung.“

Die Smog-Krise im Ruhrgebiet 1962 forderte 150 Todesopfer. Smogalarm der Stufe I wurde dort erstmals am 17. Januar 1979 ausgelöst. Aufgrund einer ausgeprägten Inversionswetterlage musste sechs Jahre später, am 18. Januar 1985, für das westliche Ruhrgebiet, zum ersten Mal in der Bundesrepublik Deutschland, Smogalarm der Stufe III, verbunden mit Fahrverboten für den Privatverkehr und Einschränkungen für die Industrie, ausgelöst werden. West-Berlin hatte die erste Smogsituation im Dezember 1968.
In den 1980er-Jahren gab es in West-Berlin mehrere Smogalarme, so am 17. und 18. Januar 1980 (Stufe I), erneut am 24. Januar 1980, am 19. Dezember 1981 und vom 1. bis 3. Februar 1987 (Stufe I und Fahrverbot). Am 2. Februar 1987 erfolgte Smogalarm (Stufe II ohne Fahrverbot) im Raum Braunschweig/Wolfenbüttel. Am 3. Februar 1987 wurde in Hamburg die Smogalarmstufe I mit einem achtstündigen Fahrverbot ausgerufen.
In der DDR war der Raum Leipzig mit seinen Braunkohlekraftwerken und seiner veralteten chemischen Großindustrie stark smoggefährdet.
Hier wurde am 1. Dezember 1989 der erste Smogalarm der DDR ausgerufen (Stufe zwei) und infolgedessen ein Fußballspiel zwischen dem 1. FC Lokomotive Leipzig und Dynamo Dresden abgesagt.
Zum letzten Mal wurden die Messwerte für eine Auslösung der Smog-Vorwarnstufe im Januar 1991 in Berlin erreicht. Durch bessere Filtertechnik in Kraftwerken, umfassende Einführung der Katalysatortechnik bei Kraftfahrzeugen und den Wegfall der alten DDR-Industrie hat sich die Luftqualität in Deutschland insgesamt so stark gebessert, dass alle Bundesländer in den 1990er-Jahren ihre Smog-Verordnungen abgeschafft haben.

### Wintersmog in anderen Ländern
Im Dezember 1952 wurde die Stadt London von einer schweren Smog-Katastrophe (The Great Smog) heimgesucht, die bis zu 12.000 Einwohner das Leben kostete. Die britische Regierung (Kabinett Churchill III) weigerte sich, den Rauch durch die zahllosen Kohleöfen als Ursache der Tode anzuerkennen und schob zunächst eine Grippeepidemie vor. Im Nachgang dieser Katastrophe wurde der Clean Air Act verabschiedet, ein Bündel von Maßnahmen, um die Luftqualität nachhaltig zu verbessern. Seither gibt es diese Art von Wintersmog in London kaum mehr.
In Paris wurde im März 2014 – zum ersten Mal seit 1997 – ein partielles Fahrverbot wegen Wintersmog verhängt. Dieses endete am 17. März 2014. Von diesem Wintersmog waren etwa 30 Départements betroffen.
In Peking leiden die Menschen bei bestimmten Witterungslagen an Smog. Im Dezember 2015 wurden rund 1000 Fabriken vorübergehend geschlossen, um die Luftbelastung mit Schadstoffen für die Bevölkerung zu minimieren. Im November 2017 wurden zur Vorbeugung weiterer schwerer Smogperioden eine Reihe von Notmaßnahmen vereinbart. Unter anderem wurden tausende Fabriken und Baustellen von Mitte November 2017 bis Mitte März 2018 geschlossen, ein partieller Baustopp für Kohlekraftwerke verhängt, in Peking die Nutzung von Kohle für den Hausbrand untersagt und angekündigt, Zehntausende kleinerer Hochöfen zu schließen. Zudem dürfen nur noch LKWs durch Tianjin und Peking fahren, die die Abgasnormen erfüllen. 2012 lagen die Feinstaubwerte teils bei 1000 µg/m³ Luft; der internationale Grenzwert liegt bei 30 µg/m³. 2015 starben in China etwa 1,8 Millionen Menschen an Luftverschmutzung.
Im November 2017 kam es in Delhi (Indien) ebenfalls zu starkem Smog. Die Grenzwerte wurden teils um das Zehnfache überschritten. Unter anderem stellte United Airlines die Flüge in die Stadt ein, da die Flugsicherheit nicht mehr gegeben sei. Die indische Menschenrechtskommission forderte die Politik auf, den Smog zu bekämpfen. Der Staat könne „seine Bürger nicht in diesem Giftnebel sterben lassen.“
Starke Smog-Belastung herrscht ebenfalls in Polen, wo sich laut Angaben der Weltgesundheitsorganisation 33 der 50 EU-Städte mit der höchsten Luftbelastung befinden. Gerade in Südpolen (wo kontinentales Klima herrscht, also die Winter kalt sind) werden teils sehr hohe Werte gemessen. In Polen verheizen viele Privathaushalte Kohle (und einige auch mit Abfall) in alten Kaminöfen; viele Häuser sind schlecht gedämmt.
Städte auf der Balkanhalbinsel (zum Beispiel Sarajevo, Pristina, Belgrad und Skopje) sind ebenfalls betroffen.
In Italien ist besonders die Po-Ebene stark belastet. Sie liegt im Lee der Alpen und der Apenninen, ist dicht besiedelt und ist Standort vieler Gewerbebetriebe.

## Sommersmog (Los-Angeles-Typ)

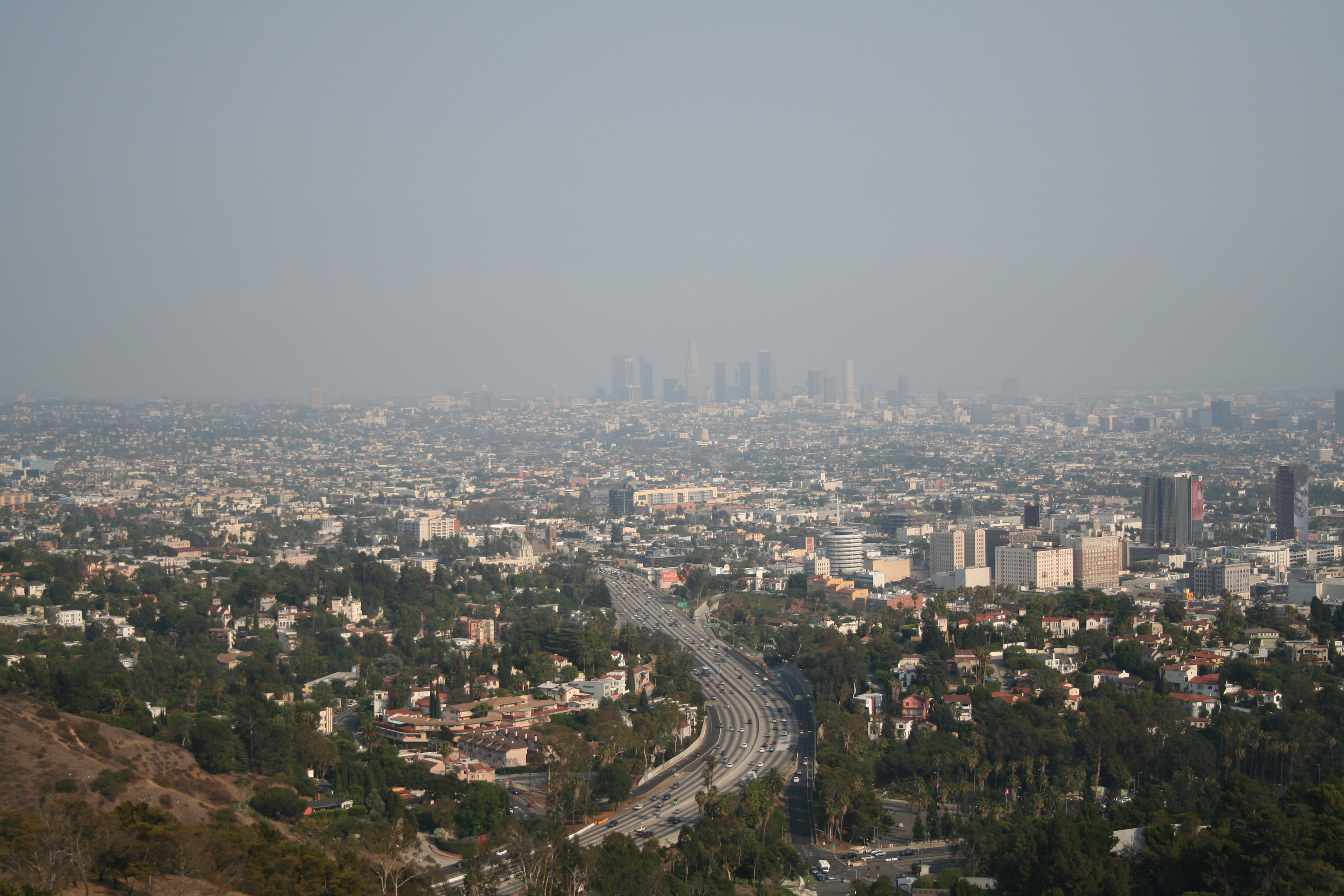
Los Angeles im Smog

### Entstehung
Die andere, heute häufigere Smog-Art, ist der Photosmog (auch Sommersmog, Ozon-Smog oder LA-Smog genannt). Es handelt sich um oxidierenden Smog.
Er tritt in den wärmeren Monaten des Jahres auf, wenn die einfallende UV-Strahlung in Verbindung mit
- Stickoxiden (NOx) aus beispielsweise Autoabgasen oder Kraftwerken,
- Wasserstoffperoxid,
- Kohlenmonoxid und
- flüchtigen organischen Verbindungen (VOC)

zu erhöhten Konzentrationen an Photooxidantien (Ozon, Peroxyacetylnitrat, Aldehyden, HNO3) führt.
Zur Bildung hoher Ozonkonzentrationen müssen folgende Voraussetzungen erfüllt sein: Das Vorhandensein der beiden Vorläuferstoffe NOx und (NM)VOC, intensive Sonnenstrahlung und eine mehrere Tage andauernde stabile Schönwetterperiode, die zu einer Speicherung von Ozon innerhalb der atmosphärischen Mischungsschichten führt.

### Ozonalarm
In mehreren europäischen Ländern (etwa in Frankreich, Luxemburg und der Schweiz) existieren Gesetze, die beim Überschreiten bestimmter Ozonkonzentrationen niedrigere Geschwindigkeitsbeschränkungen oder sogar Fahrverbote vorschreiben. In Deutschland liegt dies in der Verantwortung der Länder. Ein bundeseinheitliches Sommersmoggesetz war von 1995 bis 1999 gültig.
In Deutschland wurde zum ersten Mal am 26. Juli 1994 für das Bundesland Hessen ein solcher Ozonalarm ausgelöst, da die Konzentration von 180 Mikrogramm pro Kubikmeter überschritten worden war, es galt drei Tage lang Tempo 90 auf Autobahnen und Tempo 80 auf Landstraßen.

## Haze

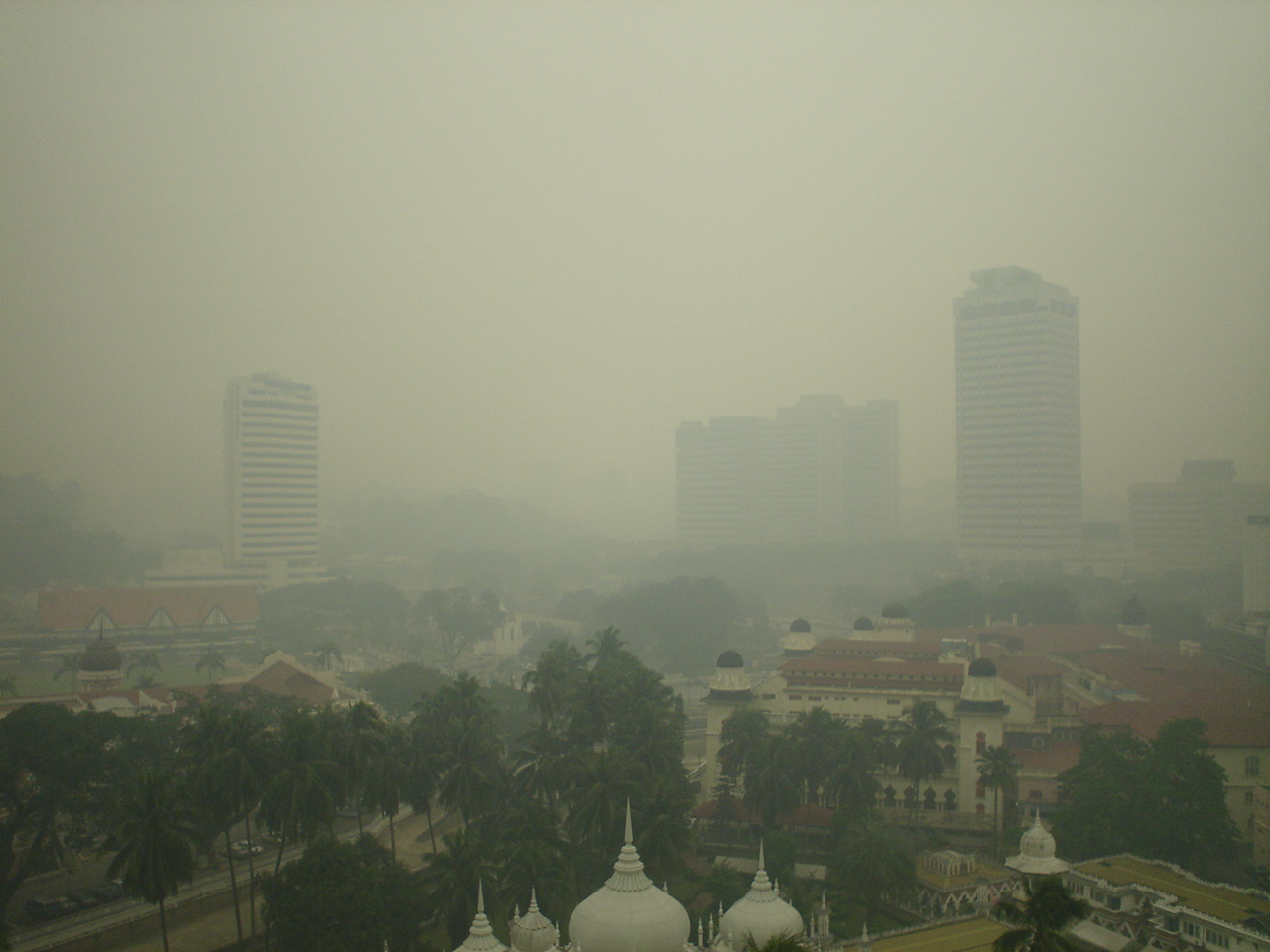
Kuala Lumpur im Haze

Als Haze (englisch für ‚Dunst‘, ‚Dunstglocke‘) wird eine Form von Smog bezeichnet, die infolge unkontrollierter Brände, Brandrodungen oder Naturkatastrophen entsteht. Insbesondere wird die Bezeichnung im Zusammenhang mit immer wieder auftretenden Luftverunreinigungen in Südostasien verwendet, die in Malaysia, Singapur, Südthailand oder Indonesien auftreten. Hintergrund sind meist Brandrodungen auf Sumatra und dem indonesischen Teil von Borneo zur Erweiterung von Ölpalm-Plantagen.
Die Schadstoffwerte in der Luft schwanken je nach Wetterlage und Ort. Bei stark erhöhten Schadstoffwerten können Augen und Atemwege gereizt werden. Insbesondere gefährdete Personengruppen wie Senioren und kleine Kinder sollten dann körperliche Anstrengungen im Freien vermeiden. Asthmatiker und Allergiker halten sich am besten in geschlossenen Räumen auf.
Nachdem 1997 durch Brände auf mehr als neun Millionen Hektar Land Hazes in Brunei, Indonesien, Malaysia, den Philippinen, Singapur und Thailand auftraten, initiierten die ASEAN-Staaten ein Programm zur Beobachtung und Verhinderung von Hazes, das 2002 in dem Umweltabkommen ASEAN Agreement on Transboundary Haze Pollution mündete.
2006 und 2015 traten in Südostasien zwei weitere schwere Hazefälle auf. Bei massiven Waldbränden in Indonesien kam es im September und Oktober 2015 zu einer schweren Smogkrise, die in Südostasien etwa 100.000 Menschenleben durch Luftverschmutzung forderte.

## Wirkung von Smog auf die Sonneneinstrahlung
Laut Modellrechnungen könnte China die Produktion von Solarstrom mit einer vehementen Bekämpfung von Smog vor Ort massiv erhöhen. Dem Modell zufolge würde sich die Sonneneinstrahlung durch strenge Luftreinhaltemaßnahmen im landesweiten Durchschnitt um 11 Prozent verstärken.

## Entwicklung gesetzlicher Regelungen
Nach dem Wegfall der Smog-Verordnungen aus den 1980er-Jahren treten inzwischen andere Formen der Luftverunreinigung in den Vordergrund bei den gesetzlichen Regelungen. Die EU-Grenzwerte für Dieselruß und andere Staubteilchen wurden in Deutschland 1993 durch die 22. BImSchV umgesetzt. Diese Regelungen wurden im Laufe der Jahre – zuletzt durch die 39. BImSchV – erweitert und verschärft. Bei starker Luftverschmutzung können deshalb Fahrverbote angeordnet werden. In Deutschland ist außerdem im Gespräch, den Schadstoffausstoß von PKW und LKW durch neue Tempo-30-Zonen zu senken, obwohl dies möglicherweise die Emissionen auch steigern könnte, da die wenigsten Autofahrer früh in den höheren Gang schalten und viele dann nur noch maximal den 3. Gang für die Stadt benutzen könnten. Nach Einführung der LKW-Maut ist in Deutschland auch eine Innenstadtmaut angesprochen worden.
Anfang 2005 klagten zahlreiche Anwohner von Hauptverkehrsstraßen erfolgreich bei Verwaltungsgerichten auf Durchsetzung der EU-Richtlinie. Die betroffenen Kommunen erarbeiten daher Maßnahmen, um partikelemittierende Fahrzeuge (ältere Dieselfahrzeuge) aus feinstaubbelasteten Zonen herauszuhalten. Als wahrscheinlichste Regelung wird ein generelles Fahrverbot für Dieselfahrzeuge ohne Rußfilter u. a. in den Innenstädten von München, Stuttgart und Frankfurt erwartet. Kritiker befürchten Versorgungsprobleme bzw. massive Preissteigerungen des Einzelhandels in den Innenstädten, da dieser meist über ältere Transportfahrzeuge verfügt, deren Nachrüstung unverhältnismäßig teuer wäre. Zudem sind ältere Dieselfahrzeuge noch immer nicht zweifelsfrei als Hauptverursacher der erhöhten Feinstaubwerte identifiziert. So wurden überhöhte Feinstaubkonzentrationen auch aus ländlichen Gebieten gemeldet.